# روز جهانی زنبور عسل

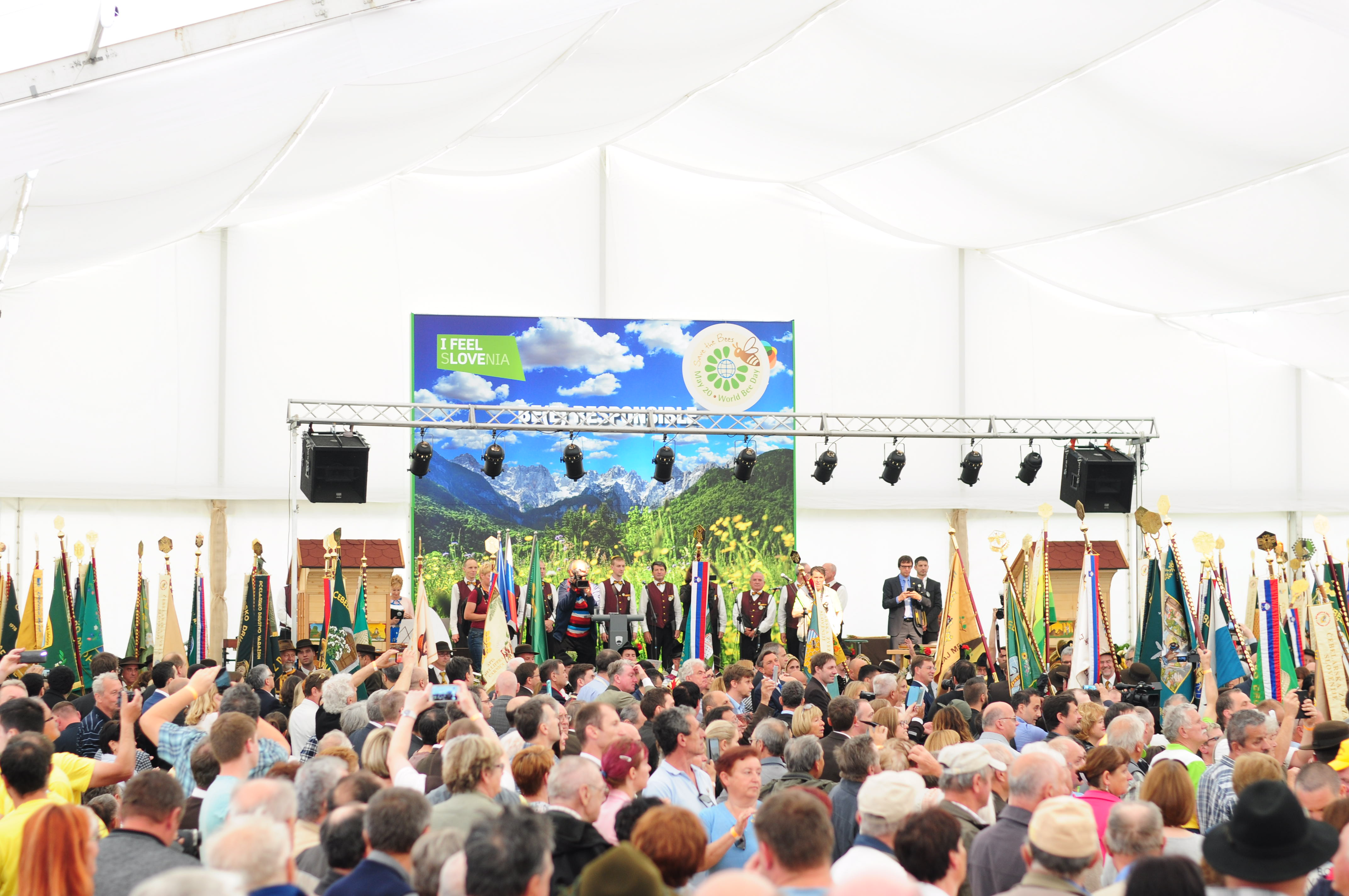
جشن جهانی زنبور عسل ۲۰۱۸ در برزینکا، اسلوونی

روز جهانی زنبور عسل (به انگلیسی: World Bee Day) جشنی است که در روز ۲۰ مه میلادی برابر با ۳۰ اردیبهشت هجری شمسی برگزار می‌شود. در این روز آنتون جانشا، پیشگام زنبورداری، در سال ۱۷۳۴ به متولد شد.
هدف از این روز جهانی، شناخت نقش زنبورها و سایر گرده افشان‌ها در اکوسیستم است.
کشورهای عضو سازمان ملل متحد پیشنهاد اسلوونی را برای اعلام ۲۰ مه به عنوان روز جهانی زنبور عسل در دسامبر ۲۰۱۷ تصویب کردند.